# Plan stanowiska archeologicznego
Plan stanowiska archeologicznego - jest przygotowywany przed przystąpieniem do prac badawczych, w  celu naniesienia stanowiska archeologicznego na odpowiednio szczegółową mapę. W pierwszej kolejności sporządzany jest plan terenu badań. Następnie oznaczane są stałe punkty pomiarowe, siatka pomiarowa i przynajmniej jeden reper wysokościowy do pomiarów niwelacyjnych. Na tak przygotowany plan nanoszone są wszystkie otwierane wykopy.
Wykonywany jest także plan warstwicowy stanowiska.
Bardzo ważne jest jak najdokładniejsze przygotowanie planu stanowiska i siatki pomiarowej. Błędne naniesienie stanowiska na mapę spowoduje, że wykopaliska utracą wiarygodność, wszystkie pomiary będą błędne.